# Шитова, Татьяна Игоревна
Татья́на И́горевна Ши́това (род. 1 августа 1975, Воздвиженка, Уссурийский район, Приморский край, СССР) — российская актриса театра, кино и озвучивания. Особенно широкую известность приобрела после озвучивания голосового помощника «Алиса» для IT-компании Яндекс.

## Биография
Родилась 1 августа 1975 года в селе Воздвиженка Приморского края. Отец был лётчиком дальней авиации. Есть старшая сестра Инна.
Ещё в школьные годы мечтала стать артисткой и выходить на сцену, поэтому после окончания учёбы подала документы в Высшее театральное училище им. М. С. Щепкина (курс В. И. Коршунова), которое окончила в 1996 году. Обучалась вместе с Маратом Башаровым, Эльвирой Болговой, Егором Бариновым, Еленой Ивасишиной.
Вскоре после окончания ВУЗа попала в труппу МХАТа имени М. Горького, где сыграла в таких спектаклях, как «Синяя птица», «Вишнёвый сад», «Лес», «Дама-невидимка». Затем с 1997 по 2009 год работала в театре «Сфера», где в её репертуаре были спектакли «Вестсайдская история», «Королевство — на стол!», «В лесах и на горах», «Нахлебник», «Смех во мраке», «Весенняя сказка», «Приглашение в замок». Сейчас не состоит в штате какого-либо театра, играет в антрепризах.
Голосовую работу начинала на озвучке рекламных роликов. В дубляж попала в 2003 году по приглашению ассистента режиссёра Арины Одноробовой, стала работать у Всеволода Кузнецова и Александра Майорова. В разное время на русском языке озвучивала таких актрис, как Натали Портман, Скарлетт Йоханссон, Эмму Стоун, Кэмерон Диас и Линдси Лохан. В фильмах «Трансформеры» и «Трансформеры: Месть падших» озвучила Микаэлу Бейнс в исполнении Меган Фокс. Голосом Шитовой говорит Наташа Романофф из фильмов киновселенной Marvel в исполнении Скарлетт Йоханссон.
В 2017 году компания Яндекс анонсировала виртуального помощника Алису, которая говорит голосом Шитовой: «Голос Алисы — синтетический, но у него есть живой прототип. Это актриса Татьяна Шитова, которая озвучивает в российском кинопрокате героинь Скарлетт Йоханссон. Голосом Шитовой разговаривает Саманта — операционная система из фильма Спайка Джонза „Она“».
На третьем курсе вышла замуж за однокурсника по имени Эдуард, однако брак продлился чуть больше месяца. Некоторое время состояла в отношениях с актёром Анатолием Журавлёвым, от которого у неё 15 ноября 2008 года родилась дочь Василиса. В настоящий момент в браке не состоит.

## Фильмография
- Власик. Тень Сталина (сериал) (2017)
- Отель Элеон (сериал) (2016) — гостья бутик-отеля Eleon (1-я и 2-я серии)
- Кухня (сериал) (2015) — гостья ресторана Victor (85-я серия)
- Роковое наследство (2014)
- Пятая стража (сериал) (2013)
- Дурная кровь (сериал) (2013)
- Виолетта из Атамановки (сериал) (2013) — Галка, подруга Виолетты, официантка
- След (сериал) (2012) — Зинаида Мышакова (753-я серия)
- Пятницкий. Глава вторая (сериал) (2012) — потерпевшая (5-я серия)
- Право на правду (сериал) (2012) — Нина Николаевна, вдова Корзуна (24-я серия)
- Черкизона. Одноразовые люди (сериал) (2010) — Марина, аптекарша, жена Ракова
- Час Волкова-4 (сериал) (2010) — «рабыня» (5-я серия)
- Доктор Тырса (сериал) (2010) — Катя, первая жена Грушина (20-я серия)
- Спецкор отдела расследований (сериал) (2009) — Мария
- Жизнь, которой не было (2008) — Жанна
- Трое с площади Карронад (сериал) (2008)
- Глухарь (сериал) (2008) — Марина
- Пантера (сериал) (2007) — Валентина
- Возвращение Турецкого (сериал) (2007) — медсестра (фильм № 1 «Дело Турецкого»)
- Обратный отсчёт (2006)
- Люба, дети и завод… (сериал) (2005—2006) — Таня
- Таксистка 2 (сериал) (2005)
- Жизнь — поле для охоты (сериал) (2005) — Нюся, хозяйка борделя
- Анна (2005)
- Полёт аиста над капустным полем (2004) — мать новорождённой
- Три сестрички (2002) — Алла
- Сезон охоты 2 (сериал) (2001) — Юлия
- Будем знакомы! (сериал) (1999) — Люба
- Мещерские (1995)

## Дубляж и закадровое озвучивание

### Фильмы

#### Скарлетт Йоханссон
- 2021 — Чёрная вдова — Наташа Романофф / Чёрная вдова[7][3]
- 2019 — Мстители: Финал — Наташа Романофф / Чёрная вдова[8]
- 2019 — Капитан Марвел — Наташа Романофф / Чёрная вдова (камео)
- 2018 — Мстители: Война бесконечности — Наташа Романофф / Чёрная вдова
- 2016 — Да здравствует Цезарь! — ДиАнна Моран[7]
- 2016 — Первый мститель: Противостояние — Наташа Романофф / Чёрная вдова
- 2015 — Мстители: Эра Альтрона — Наташа Романофф / Чёрная вдова[8]
- 2014 — Люси - Люси[9][10]
- 2014 — Первый мститель: Другая война — Наташа Романофф / Чёрная вдова
- 2013 — Она — Саманта[11][12][13][14]
- 2012 — Мстители — Наташа Романофф / Чёрная вдова[11]
- 2010 — Железный человек 2 — Наташа Романофф / Чёрная вдова[10]
- 2008 — Обещать — не значит жениться — Анна Маркс[15]
- 2008 — Мститель — Шёлковая Нить[15]
- 2007 — Дневники няни — Энни[15]

#### Кэтрин Хайгл
- 2017 — Наваждение —Тесса Конновер[16]
- 2011 — Старый Новый год — Лора[16]
- 2010 — Киллеры — Джен Корнфельдт[16]
- 2009 — Голая правда — Эбби Рихтер[16]

#### Марго Робби
- 2021 — Отряд самоубийц: Миссия навылет — Харлин Квинзель / Харли Квинн[7][3]
- 2020 — Хищные птицы: Потрясающая история Харли Квинн — Харлин Квинзель / Харли Квинн[7][3]
- 2019 — Однажды в… Голливуде — Шэрон Тейт[1]
- 2016 — Отряд самоубийц — Харлин Квинзель / Харли Квинн[7][3]
- 2013 — Волк с Уолл-стрит — Наоми Лапалья[14][17]

#### Кэмерон Диас
- 2014 — Энни — Коллин Ханниган[18][19]
- 2014 — Домашнее видео: Только для взрослых — Энни[20]
- 2011 — Очень плохая училка — Элизабет Холси[19]
- 2005 — Подальше от тебя — Мэгги Феллер[15]

#### Натали Портман
- 2008 — Ещё одна из рода Болейн — Анна Болейн[15]
- 2006 — Призраки Гойи — Инес / Алисия[15]
- 2005 — «V» значит Вендетта — Иви Хэммонд[15]

#### Эмма Стоун
- 2021 — Круэлла — Эстелла Миллер / Круэлла[7][3]
- 2016 — Ла-Ла Ленд — Миа[14][21]
- 2014 — Магия лунного света - Софи Бейкер[22]
- 2009 — Призраки бывших подружек - призрак Эллисон Вандермирш[22]

#### Шарлиз Терон
- 2018 — Талли[23]
- 2012 — Прометей[23]

#### Другие фильмы
- 2024 — Субстанция — Элизабет Спаркл (Деми Мур)[24]
- 2019 — Люди Икс: Тёмный Феникс — Мистик[10]
- 2019 — Жизни матрёшки — Надя Вулвоков (Наташа Лионн)[25]
- 2017 — Наваждение —Тесса Конновер (Кэтрин Хайгл)[26]
- 2016 — Союзники — Марианн Босежур (Марион Котийяр)[27]
- 2014 — 300 спартанцев: Расцвет империи — Горго (Лина Хиди)[27]
- 2010 — Чёрный лебедь — Бет Макинтайр (Вайнона Райдер)[10]
- 2007 — P.S. Я люблю тебя — Холли Рейли Кеннеди (Хилари Суэнк)[15]
- 2007 — Крутая Джорджия — Рейчел Вилкокс (Линдси Лохан)[15]
- 2007 — 300 спартанцев — Горго (Лина Хиди)[27]
- 2005 — Домино — Домино (Кира Найтли)[15]
- 2003 — В ловушке времени — Кейт Эриксон (Фрэнсис О’Коннор)[3]
- 1990 — Привидение — Молли (Деми Мур)[10]

### Телесериалы
- 2019 — Ведьмак — Тиссая де Врие (Мианна Бёринг)[28]
- 2015 — Великолепный век. Империя Кёсем — Хюмашах-султан (дочь Сафие-султан)[29]

### Мультфильмы
- 2021 — Волшебный дракон — мама Дина (госпожа Сон)[30]
- 2018 — Суперсемейка 2[31] — Хелен Парр / Эластика[32]
- 2016 — Зверополис — Бонни Хоппс, мать Джуди
- 2015 — Головоломка — миссис Андерсон и её эмоции[3]

### Мультсериалы
- 2017 — Шахерезада. Нерассказанные истории[33] — Дуньязада

### Игры
- 2025 — Atomic Heart: Enchantment Under the Sea — Блесна[34]
- 2019 — Lost Ark — Белакис, Эадаллин, Джана Чернозубка[35]
- 2019 — Apex Legends — Лоба Андраде[36]
- 2017 — Horizon Zero Dawn — Секули[37]
- 2017 — Destiny 2 — Нейроматрица[38]
- 2016 — Overwatch — Роковая вдова[39][40]
- 2016 — Killing Floor 2 — Миссис Фостер[41]
- 2015 — Ведьмак 3: Дикая Охота — Йеннифэр из Венгерберга[42]
- 2015 — Dota 2 — Phantom Assassin, Queen of Pain[43]
- 2013 — Beyond: Two Souls — Джоди Холмс[44]
- 2011 — Uncharted: Golden Abyss — Мариса Чейз[45]
- 2011 — The Elder Scrolls V: Skyrim — Бирна, Гердур, Даника Свет Весны, Мьол Львица и другие[46]
- 2011 — Assassin’s Creed: Revelations — София Сартор, Мария Торпе[47]
- 2009 — League of Legends — Мисс Фортуна, Катарина[48]

## Озвучивание

### Мультфильмы и мультсериалы
- Белка и Стрелка. Лунные приключения (2013)
- Волки и овцы: бееезумное превращение (2016) — Мами
- С.О.Б.Е.З. (2017—2019) — волчица Марта / сестра Вольдемара, разноголосица, Свинья-кассирша
- Снежная королева: Хранители Чудес (2019—2020) — Герда
- Последние дни треша (2020) — Трубочка
- Вселенная Хакинга (2021) — Сара
- Крутиксы (2021) — Железная Гарпия

### Фильмы
- Иван Васильевич меняет всё (2023) — «Алиса»

### Телесериал
- Лучше, чем люди (2018) — голос системы

### Игры
- 2014 — Dota 2 — Queen of Pain, Phantom Assassin
- 2023 — Atomic Heart — Близняшки[49], Слеза[50]

### Прочее
Шитова озвучила голосового помощника Алису..